# Grattacieli più alti della Bosnia ed Erzegovina
Questa è una lista dei grattacieli più alti della Bosnia ed Erzegovina con altezza minima di 61 m (120 piedi).

## Elenco
| Pos. | Nome                                                | Città      | Altezza piedi / metri | Piani | Anno | Notes                                                          |
| ---- | --------------------------------------------------- | ---------- | --------------------- | ----- | ---- | -------------------------------------------------------------- |
| 1    | Avaz Twist Tower                                    | Sarajevo   | 577 / 176             | 38    | 2008 | L'edificio adibito a ufficio più alto in Bosnia ed Erzegovina. |
| 2    | Bosmal City Center                                  | Sarajevo   | 387 / 118             | 35    | 2007 |                                                                |
| 3    | Mellain Center                                      | Tuzla      | 360 / 110             | 23    | 2014 | Edificio più alto del paese al di fuori di Sarajevo            |
| 4    | Lamela                                              | Zenica     | 332 / 102             | 27    | 1976 |                                                                |
| 5    | United Investment and Trading Company               | Sarajevo   | 315 / 97              | 25    | 1981 |                                                                |
| 6    | Mostarka                                            | Mostar     | 311 / 95              | 22    |      |                                                                |
| 7    | Greece – Bosnia and Herzegovina Friendship Building | Sarajevo   | 300 / 90              | 21    | 1982 | Ristrutturato tra il 2005 e il 2007                            |
| 8    | Blok S2 Novo Sarajevo                               | Sarajevo   | 270 / 82              | 19    | 2015 |                                                                |
| 9    | Sarajevo City Center                                | Sarajevo   | 242 / 74              | 18    | 2014 |                                                                |
| 10   | Republika Srpska Government Tower                   | Banja Luka | 230 / 70              | 17    | 2007 |                                                                |
| 11   | Kumrovec/Otoka Business Center                      | Sarajevo   | 216 / 66              | 16    | 2010 |                                                                |
| 12   | Hotel Bristol                                       | Sarajevo   | 216 / 66              | 16    | 2010 |                                                                |
| 13   | Integral Building                                   | Banja Luka | 216 / 66              |       | 2010 |                                                                |